# Rock Point, Arizona
Rock Point är en ort i Apache County i delstaten Arizona, USA.